# Ламейраш
Ламейраш (порт. Lameiras)  —  район (фрегезия) в Португалии,  входит в округ Гуарда. Является составной частью муниципалитета  Пиньел. По старому административному делению входил в провинцию Бейра-Алта. Входит в экономико-статистический  субрегион Бейра-Интериор-Норте, который входит в Центральный регион. Население составляет 396 человек на 2001 год. Занимает площадь 16,77 км².
Покровителем района считается ''Носса-Сеньора-да-Консоласан'' (порт. Nossa Senhora da Consolação). 